# Тамбовцев, Юрий Олегович
Юрий Олегович Тамбовцев (род. 1949) — советский и российский футболист, полузащитник, тренер.

## Биография
В начале своей игровой карьеры был в составе миасского «Торпедо». Затем выступал на уровне коллективов физкультуры, в том числе за «Прогресс» (Оренбург), в котором начал тренерскую карьеру.
В 1987 году «Прогресс» занял четвёртое место в шестой зоне «Поволжье» первенства РСФСР среди КФК, пропустив вперёд камышинский «Текстильщик», КАМАЗ и пензенский «Гранит», а в октябре выиграл стыковые матчи за право представлять область с орским «Торпедо». В 1988 году тренер вместе с «Прогрессом» стал победителем зоны «Урал» первенства РСФСР среди КФК. В финальном турнире первенства РСФСР команда уступила в своей подгруппе клубам из Коломны и Владивостока. В 1989 году Тамбовцев возглавлял «Прогресс» во Второй лиге, команда заняла 21-е место среди 22-х участников.
В 1993 году тренер возглавил клуб «Карачаганак», дебютировавший в Высшей лиге Казахстана, пригласил в состав нескольких игроков, знакомых по работе в Оренбурге (Боломожнов, Суспицын, Чумейко), а также ряд футболистов из Узбекистана. Команда выступила неудачно, заняв 23-е место среди 25 участников, и вылетела в первую лигу.
В 2000-е годы Тамбовцев возглавлял Футбольный союз города Оренбурга.